# Токуесі Кавасіма
Токуесі Кавасіма (яп. 川島 得愛; 8 лютого 1973, Токіо, Японія) — відомий японський актор сейю.

## Біографія
Працює в озвученні таких жанрів, як: комедія, Аніме, мультфільм. Усього озвучила більш ніж 23 роботи, з 2000-го по 2013-й рік.

## Найкращі озвучення фільмів
- Наруто: Ураганні хроніки
- Наруто

## Найкращі озвучення серіалів
- Сталевий алхімік
- Детектив-медіум Якумо
- Вовчиця і прянощі
- Грей-мен